# 東和町 (岩手県)
東和町（とうわちょう）は、平成17年（2005年）まで岩手県和賀郡にあった町。東和賀、和賀郡の東部に位置する為、町名が東和町となった。

## 地理
- 山： 日向居木山、金成山、明神山
- 河川： 猿ヶ石川
- ダム： 田瀬ダム
- 湖沼： 田瀬湖

## 歴史
当地域の歴史は坂上田村麻呂の時代にさかのぼり、成島毘沙門堂や丹内山神社などが田村麻呂の創建と伝わる。中世の当地域は和賀氏が支配しており、その家臣の小原氏の領地があったが、戦国時代末期、豊臣秀吉による奥州仕置で和賀氏は改易された。後に和賀氏は領土回復を目的に和賀・稗貫一揆、岩崎一揆を起こしたが最終的に南部氏に平定され、近世は南部藩領となった。また、伊達藩と接する重要拠点として慶長17年（1612年）に土沢城が築かれた。土沢城は旧葛西氏家臣・江刺隆直を城主として使用されたが、寛文10年（1670年）に廃城となった。江戸時代は盛岡から釜石に続く釜石街道の宿場町として栄えた。
廃藩置県では地域内に多くの村が設立され、後にこれらが合併して土沢町、小山田村、谷内村、中内村などが成立、昭和30年、前述の各町村が合併し、東和町が成立した。

### 町名の由来
和賀郡の東部にちなんで東和町と命名。
（同じく平成の大合併では当町と入れ替わる形で同郡の西部に西和賀町が発足した。）

### 沿革
- 1955年（昭和30年）1月1日 - 和賀郡土沢町、小山田村、谷内村、中内村が合併し、東和町となる。
- 2006年（平成18年）1月1日 - 稗貫郡石鳥谷町・大迫町と共に花巻市と合併し、新制の花巻市の一部となる。

## 行政
- 最後の町長：小田島峰雄（おだしま みねお、1998年1月25日就任）

## 教育

### 小学校
-2010
- 東和町立小山田小学校
- 東和町立土沢小学校
- 東和町立成島小学校
- 東和町立田瀬小学校
- 東和町立谷内小学校

- 東和町立浮田小学校

2011-
- 花巻市立東和小学校(6校合併)

### 中学校
-2007
- 東和町立東和中学校
- 東和町立田瀬中学校

2008-
- 花巻市立東和中学校(田瀬中合併)

### 高等学校
-2010
- 岩手県立東和高等学校(2008年に岩手県立花巻北高等学校に統合、2010年に閉校)

## 交通

### 公共交通
- 東日本旅客鉄道（JR東日本）
  - 釜石線 ： 土沢駅 - 晴山駅

- 花巻市コミュニティバス
  - 土沢線

### 道路
- 高速自動車国道
  - 釜石自動車道 ： 東和IC
- 一般国道
  - 国道107号
  - 国道283号
  - 国道456号
- 主要地方道
  - 岩手県道27号江刺東和線
  - 岩手県道39号北上東和線
    - 道の駅 ： とうわ

  - 岩手県道43号盛岡大迫東和線
- 一般県道
  - 岩手県道178号下宮守田瀬線
  - 岩手県道222号土沢停車場線
  - 岩手県道224号八重畑小山田線
  - 岩手県道284号花巻田瀬線
  - 岩手県道286号東和花巻温泉線
  - 岩手県道503号遠野東和自転車道線

## 名所・旧跡・観光スポット・祭事・催事

### 名所・旧跡・観光スポット
- 兜跋毘沙門天立像
- 萬鉄五郎記念碑
- 萬鉄五郎記念美術館
- 南部曲り屋（旧小原家・伊藤家）
- 丹内山神社
- ふるさと歴史資料館
- 東和温泉

### 祭事・催事
- 毘沙門まつり（9月19日）
- 萬鉄五郎祭（5月1日　萬鉄五郎の命日）
- あやめまつり
- 湖水まつり
- 土沢七夕まつり
- 土沢まつり
- 産業まつり
- どんと祭

## 出身有名人
- 及川古志郎 - 元海軍大将
- 小原十三司 - 牧師
- 萬鉄五郎 - 画家
- 八重樫茂生 - 元日本代表サッカー選手
- 小川仁一 - 政治家